# Кюнчек
Кюнчек или Кунчек (ум. 1308) — десятый правитель Чагатайского улуса (1307—1308), сын Дувы.
После смерти Дувы, Кюнчек стал ханом. Его правление длилось недолго, всего лишь год. И умер в 1308 году.

## Примечание
1. ↑  China Biographical Database. Дата обращения: 2 августа 2023. Архивировано 2 августа 2023 года.
2. ↑  China Biographical Database (англ.)